# Список глав государств в 1270 году
Список глав государств в 1269 году — 1270 год — Список глав государств в 1271 году — Список глав государств по годам

## Азия
- Айюбиды —
  - Аль-Мансур Мухаммад II, эмир Хамы[англ.] (1244 — 1284)
- Анатолийские бейлики —
  - Артукиды — Кара-Арслан ал-Музаффар, эмир Мардина (1260 — 1292)
  - Инанчогуллары — Али Бей, бей (1262 — 1305)
  - Ментеше — Ментеше, бей (1261 — 1295)
  - Османский бейлик — Эртогрул, бей (1230 — 1281)
- Грузинское царство — 
  - Давид VII Улу, царь Восточной Грузии (1247 — 1270)
  - Деметре II Самопожертвователь, царь Восточной Грузии (1270 — 1289)
  - Давид VI Нарин, царь Западной Грузии (1246 — 1293)
- Дайвьет — Чан Тхань Тонг, император[англ.] (1258 — 1278)
- Иерусалимское королевство — Гуго I Кипрский, король (1268 — 1277)
- Индия —
  - Ахом — Сутепхаа, махараджа[англ.] (1268 — 1281)
  - Бхавнагар — Сежаки, раджа (1254 — 1309)
  - Вагела[англ.] — Арьюнадева, раджа[англ.] (ок. 1262 — ок. 1275)
  - Восточные Ганги[англ.] — Бхану Дева I, царь[англ.] (1264 — 1279)
  - Делийский султанат — Гийас-ад-дин Балбан, султан (1266 — 1287)
  - Дунгарпур — Деопали Део, раджа (1251 — 1278)
  - Какатия — Рудрама, раджа (1262 — 1296)
  - Камата — Синдху Рай, махараджа (1260 — 1285)
  - Качари — Макардвай Нарайян, царь (ок. 1210 — ок. 1286)
  - Кашмир (Лохара) — Рамадева, царь[англ.] (1252 — 1273)
  - Манипур — Хумомба, раджа[англ.] (1263 — 1278)
  - Марвар (Джодхпур) — Шива, раджа (1250 — 1273)
  - Мевар — Тей Сингх, раджа (1262 — 1273)
  - Пандья — Маараварман Куласекара Пандяьн I, раджа (1268 — 1310)
  - Парамара[англ.] — Джайяварман II, махараджа[англ.] (1255 — 1274)
  - Сирохи — Виджай Рай, раджа (1250 — 1311)
  - Хойсала — 
    - Раманатха, махараджадхираджа (1253 — 1295)
    - Нарасимха III, махараджадхираджа (1253 — 1291)

  - Чандела — Вираварман, раджа (1254 — 1285)
  - Чола — Раджэндра Чола III, махараджа (1246 — 1279)
  - Ядавы (Сеунадеша) — 
    - Махадэва, махараджа (1261 — 1270)
    - Аммана, махараджа (1270 — 1271)
- Индонезия —
  - Пасай — Малик ас-Салех, султан (1267 — 1297)
  - Сингасари — Кертанегара, раджа (1268 — 1292)
  - Сунда — Гуру Дармасикса, махараджа (1175 — 1297)
  - Тернате — Бааб Машур Маламо, султан (1257 — 1277)
- Иран —
  -  Баванди — Мухаммад, испахбад (1249 — 1271)
  -  Хазараспиды — Шамс аль-Дин Альп Аргун, атабек (1259 — 1274)
- Йемен —
  -  Расулиды — Аль-Музаффар Юсуф I, эмир (1249 — 1295)
- Караманиды — Мехмет I, улубей (1261 — 1277)
- Картиды — Шамс уд-Дин Мухаммад, малик (1245 — 1277)
- Кедах — Муджаффар Шах II, султан[англ.] (1236 — 1280)
- Киликийское царство — 
  - Хетум I, царь (1252 — 1270)
  - Левон III, царь (1270 — 1289)
- Кипрское королевство — Гуго III, король (1267 — 1284)
- Китай (Империя Сун)  — Ди-цзун (Чжао Ци), император (1264 — 1274)
- Кхмерская империя (Камбуджадеша) — Джаяварман VIII, император (1243 — 1295)
- Конийский (Румский) султанат — Кей-Хосров III, султан (1264 — 1283)
- Корея (Корё)  — Вонджон, ван (1259 — 1274)
- Лемро — Нанкьяги, царь[англ.] (1268 — 1272)
- Мальдивы — Одха, султан (1269 — 1278)
- Михрабаниды[англ.] — Назир аль-Дин Мухаммад, малик[англ.] (1261 — 1318)
- Монгольская империя — Хубилай, великий хан (1260 — 1271)
  - Золотая Орда (Улус Джучи) — Менгу-Тимур, хан (1266 — 1282)
  - Чагатайский улус — Борак, хан (1265 — 1271)
  - Хулагуиды — Абака, ильхан (1265 — 1282)
- Паган — Наратихапат, царь[англ.] (1256 — 1287)
- Рюкю — Эйсо, ван (1260 — 1299)
- Сукхотаи (Сиам) — Си Индрадитья (Банг Кланг Хао), царь[англ.] (1238 — 1279)
- Трапезундская империя — Георги, император (1266 — 1280)
- Графство Триполи — Боэмунд VI, граф (1252 — 1275)
- Тямпа — Индраварман V, царь (1257 — 1288)
- Ширван — Фаррухзад II, ширваншах (1260 — 1282)
- Шри Ланка — 
  - Дамбадения[англ.] — Виджаябаху IV, царь (1269 — 1270)
  - Джафна — Куласекара, царь[англ.] (1262 — 1284)
- Япония — 
  - Камэяма, император (1259 — 1274)
  - Корэясу-синно, сёгун (1266 — 1289)

## Америка
- Куско — Льоке Юпанки, сапа инка (1260 — 1290)

## Африка
- Абдальвадиды (Зайяниды) — Абу Ахья бин Зайян, султан (1236 — 1283)
- Бенинское царство — Эведо, оба[англ.] (1260 — 1274)
- Вогодого — Риале, нааба (ок. 1253 — ок. 1273)
- Египет (Мамлюкский султанат) — Бейбарс I, султан (1260 — 1277)
- Канем — Каде I Абд эль-Кадим ибн Дунама, маи (1259 — 1288)
- Кано[англ.] — Гугува, король[англ.] (1247 — 1290)
- Килва — Али ибн Давуд, султан (1263 — 1277)
- Макурия — Давид I, царь (ок. 1268 — ок. 1274)
- Мали — 
  - Ули I Кейта, манса (1255 — 1270)
  - Уати Кейта, манса (1270 — 1274)
- Мариниды — Абу Юсуф Якуб, султан (1259 — 1286)
- Нри[англ.] — Омало, эзе[англ.] (1260 — 1299)
- Хафсиды — Мухаммад I аль-Мустансир, халиф (1249 — 1277)
- Шоа — Дилмаррах, султан[англ.] (1269 — 1278, 1278 — 1283)
- Эфиопия — 
  - Гарбаи, император (1262 — 1270)
  - Йэкуно Амлак, император (1270 — 1285)

## Европа
- Англия — Генрих III, король (1216 — 1272)
- Афинское герцогство — Жан I де ла Рош, герцог (1263 — 1280)
- Ахейское княжество — Гильом II де Виллардуэн, князь (1246 — 1278)
- Болгарское царство — Константин I Тих, царь (1257 — 1277)
- Босния — Приезда I, бан (1250 — 1287)
- Венгрия — 
  - Бела IV, король (1235 — 1270)
  - Иштван V, король (1270 — 1272)
- Венецианская республика — Лоренцо Тьеполо, дож (1268 — 1275)
- Византийская империя — Михаил VIII Палеолог, император (1261 — 1282)
- Дания — Эрик V Клиппинг, король (1259 — 1286)
- Ирландия —
  - Десмонд — Домналл Руад Маккарти, король (1262 — 1302)
  - Коннахт — Аэд мак Фелим Уа Конхобар, король (1265 — 1274)
  - Тир Эогайн — Аод Буйда мак Домнайлл Ог, король (1260 — 1261, 1263 — 1283)
  - Томонд — Бриайн Руад O’Брайен, король (1269 — 1277)
- Испания —
  - Ампурьяс — Уго V, граф (1269 — 1277)
  - Арагон — Хайме I Завоеватель, король (1213 — 1276)
  - Гранадский эмират — Мухаммад I аль-Галиб, эмир (1238 — 1273)
  - Кастилия и Леон — Альфонсо X, король (1252 — 1284)
  - Мальорка — Хайме I Завоеватель, король (1231 — 1276)
  - Наварра — 
    - Теобальдо II (Тибо V Шампанский), король (1253 — 1270)
    - Энрике I Толстый (Генрих I Шампанский), король (1270 — 1274)

  - Пальярс Верхний — Арнау Роже I, граф (ок. 1257 — 1288)
  - Прованс — Карл I Анжуйский, граф (1246 — 1285)
  - Урхель — Эрменгол X, граф (1267 — 1314)
- Литовское княжество — Тройден, великий князь (1269 — 1282)
- Милан — Наполеоне Делла Торре, синьор (1265 — 1277)
- Наксосское герцогство — Марко II Санудо, герцог (1262 — 1303)
- Норвегия — Магнус VI Законодатель, король (1263 — 1280)
- Островов королевство —
  - Юэн Макдугалл, король Островов и Аргайла (1247 — 1249, 1255 — 1270)
  - Ангус Мор, король Островов и Кинтайра (ок. 1250 — 1295)
- Папская область — Вакантный престол (1268 — 1271)
- Польша —
  - Краковское княжество — Болеслав V Стыдливый, князь (1243 — 1279)
  - Великопольское княжество — Болеслав Набожный, князь (1257 — 1273)
  - Иновроцлавское княжество — Земомысл Иновроцлавский, князь (1267 — 1271, 1278 — 1287)
  - Куявское княжество — 
    - Владислав I Локетек, князь (1267 — 1300, 1305 — 1332)
    - Казимир II Ленчицкий, князь (1267 — 1288)
    - Земовит Добжинский, князь (1267 — 1288)

  - Ленчицкое княжество — Лешек Чёрный, князь[пол.] (1267 — 1288)
  - Сандомирское княжество — Болеслав V Стыдливый, князь (1232 — 1279)
  - Серадзское княжество — Лешек Чёрный, князь (1261 — 1288)
  - Силезское княжество —
    - Вроцлавское княжество — Генрих IV Пробус, князь (1266 — 1290)
    - Легницкое княжество — Болеслав II Рогатка, князь (1248 — 1278)
    - Опольско-Ратиборское княжество — Владислав, князь (1246 — 1281/1282)

  - Мазовецкое княжество — 
    - Болеслав II Плоцкий, князь[англ.] (1262 — 1313)
    - Конрад II Черский, князь[англ.] (1264 — 1275)
- Померелия (Поморье) — 
  - Вартислав II, князь (в Гданьске) (1266 — 1271)
  - Мстивой II, князь (в Свеце) (1266 — 1294)
  - Самбор II, князь (в Любишеве) (1220 — ок. 1278)
- Португалия — Афонсу III, король (1247 — 1279)
- Русские княжества — 
  -  Владимиро-Суздальское княжество — Ярослав Ярославич, великий князь Владимирский (1263 — 1272)
    -  Белозерское княжество — Глеб Василькович, князь (1238 — 1278)
    -  Галич-Мерское княжество — Давыд Константинович, князь (1255 — 1280)
    -  Городецкое княжество — Андрей Александрович, князь (1263 — 1304)
    -  Костромское княжество — Василий Ярославич Квашня, князь (1246 — 1276)
    -  Московское княжество — Даниил Александрович, князь (1263 — 1303)
    -  Переяславль-Залесское княжество — Дмитрий Александрович, князь (1263 — 1293, 1294)
    -  Ростовское княжество — Борис Василькович, князь (1238 — 1277)
    -  Стародубское княжество — Михаил Иванович, князь (1247 — 1281)
    -  Суздальское княжество — Юрий Андреевич, князь (1264 — 1279)
    -  Тверское княжество — Ярослав Ярославич, князь (1247 — 1272)
    -  Углицкое княжество — Роман Владимирович, князь (1261 — 1285)
    -  Ярославское княжество — Анастасия Васильевна, княгиня (1257 — 1294)

  -  Брянское (Черниговское) княжество — Роман Михайлович Старый, князь (1246 — 1288)
  -  Галицко-Волынское княжество — Лев Данилович, князь (1264 — 1301)
    -  Волынское княжество — Владимир Василькович, князь (1269 — 1288)
    -  Луцкое княжество — Мстислав Данилович, князь (1264 — ок. 1292)

  -  Киевское княжество — Ярослав Ярославич, великий князь Киевский (1263 — 1272)
  -  Новгородское княжество — Ярослав Ярославич, князь (1255 — 1256, 1264 — 1272)
  -  Полоцкое княжество — 
    - Изяслав II, князь (ок. 1267 — ок. 1270)
    - Константин Безрукий, князь (ок. 1270 — ок. 1280)
    -  Витебское княжество — Михаил Константинович, князь (1270 — ок. 1280)

  -  Псковское княжество — Довмонт (Тимофей), князь (1266 — 1299)
  -  Рязанское княжество — 
    - Роман Ольгович, князь (1258 — 1270)
    - Фёдор Романович, князь (1270 — 1294)

  -  Смоленское княжество — Глеб Ростиславич, князь (1249 — 1278)
- Священная Римская империя — 
  - Ричард Корнуоллский, король Германии (1257 — 1272)
  - Альфонсо Кастильский, король Германии (1257 — 1273)
  - Австрия — Пржемысл Отакар Чешский, герцог (1251 — 1278)
  - Ангальт — 
    - Ангальт-Ашерслебен — 
      - Оттон I, князь (1266 — 1304)
      - Генрих III, князь (1266 — 1283)

    - Ангальт-Бернбург — Бернхард I, князь (1252 — 1287)
    - Ангальт-Цербст — Зигфрид I, князькнязь (1252 — 1298)

  - Бавария — 
    - Верхняя Бавария — Людвиг II Строгий, герцог (1255 — 1294)
    - Нижняя Бавария — Генрих XIII, герцог (1255 — 1290)

  - Баден — Рудольф I, маркграф (1250 — 1288)
    - Баден-Хахберг — Генрих II, маркграф (1231 — 1290)

  - Бар — Тибо II, граф (1239 — 1291)
  - Берг — Адольф VII, граф (1259 — 1296)
  - Брабант — Жан I, герцог (1267 — 1294)
  - Бранденбург — 
    - Бранденбург-Зальцведель — 
      - Оттон V, маркграф (1267 — 1298)
      - Альбрехт III, маркграф (1267 — 1300)
      - Оттон VI, маркграф (1267 — 1286)

    - Бранденбург-Штендаль — 
      - Иоганн II, маркграф (1267 — 1281)
      - Оттон IV, маркграф (1267 — 1308/1309)
      - Конрад I, маркграф (1267 — 1304)

  - Брауншвейг — 
    - Брауншвейг-Вольфенбюттель — Альбрехт I, герцог (1269 — 1279)
    - Брауншвейг-Люнебург — Иоганн I, герцог (1252 — 1277)

  - Бургундия (графство) — Алиса, пфальцграфиня (1248 — 1279)
  - Вальдек — 
    - Адольф I, граф (1224 — 1270)
    - Адольф II, граф (1270 — 1271)

  - Веймар-Орламюнде[нем.] — 
    - Герман III, граф (1247 — 1278)
    - Оттон III, граф (1247 — 1278)

  - Вестфалия — Энгельберт фон Фалькенберг, герцог (курфюрст Кельнский) (1261 — 1274)
  - Вюртемберг — Ульрих II, граф (1265 — 1279)
  - Гелдерн — Оттон II, граф (1229 — 1271)
  - Гессен — София Брабантская, ландграфиня (1264 — 1275)
  - Голландия — Флорис V, граф (1256 — 1296)
  - Гольштейн — 
    - Гольштейн-Итцехоэ[англ.] —Герхард I, граф (1261 — 1290)
    - Гольштейн-Киль[англ.] — 
      - Адольф V, граф (1263 — 1273)
      - Иоанн II, граф (1263 — 1316)

  - Каринтия — Пржемысл Отакар II, герцог (1269 — 1276)
  - Клеве — Дитрих VI, граф (1260 — 1275)
  - Лимбург — Валериан IV, герцог (1247 — 1279)
  - Лотарингия — Ферри II, герцог (1251 — 1302)
  - Лужицкая (Саксонская Восточная) марка — Генрих III, маркграф (1221 — 1288)
  - Люксембург — Генрих V Белокурый, граф (1247 — 1281)
  - Марк — Энгельберт I, граф (1249 — 1277)
  - Мейсенская марка — Генрих III, маркграф (1221 — 1288)
  - Мекленбург — Генрих I Пилигрим, князь (1264 — 1302)
    - Мекленбург-Верле — Николай I, князь (1227 — 1277)
    - Мекленбург-Росток — Генрих Борвин III, князь (1227 — 1277)

  - Монбельяр — Тьерри III, граф (1228 — 1283)
  - Монферрат — Вильгельм VII Великий, маркграф (1253 — 1292)
  - Намюр — Ги де Дампьер, маркграф (1264 — 1298)
  - Нассау — 
    - Нассау-Вейльбург — Вальрам II, граф (1255 — 1276)
    -  Нассау-Зиген-Дилленбург — Отто I, граф (1255 — 1290)

  - Ольденбург — 
    - Иоганн I, граф (1256 — 1270)
    - Христиан III, граф (1270 — 1285)

  - Померания —
    - Померания-Деммин — Барним I Добрый, герцог (1264 — 1278)
    - Померания-Щецин — Барним I Добрый, герцог (1220 — 1278)

  - Рейнский Пфальц — Людвиг II Строгий, пфальцграф (1253 — 1294)
  - Саарбрюккен — Лоретта, графиня (1245 — 1271)
  - Савойя — Филипп I, граф (1268 — 1285)
  - Саксония — 
    - Иоганн I, герцог (1260 — 1282)
    - Альбрехт II, герцог (1260 — 1296)

  - Салуццо — Томмазо I, маркграф (1244 — 1296)
  - Тироль — Мейнхард II, граф (1258 — 1295)
  - Трирское курфюршество — Генрих I фон Финстинген, курфюрст (1260 — 1286)
  - Тюрингия — Альбрехт II Негодный, ландграф (1265 — 1294)
  - Чехия — Пржемысл Отакар II, король (1253 — 1278)
  - Шверин — Гунцелин III, граф (1228 — 1274)
  - Эно (Геннегау) — Маргарита I, графиня (1244 — 1280)
  - Юлих — Вильгельм IV, граф (1218 — 1278)
- Сербия — Стефан Урош I, король (1243 — 1276)
- Сицилийское королевство — Карл I Анжуйский, король (1266 — 1282)
- Тевтонский орден — Анно фон Зангерсхаузен, великий магистр (1256 — 1273)
  - Ливонский орден — 
    - Отто фон Лаутенберг, ландмейстер (1267 — 1270)
    - Андреас фон Вестфален, ландмейстер (1270)
    - Вальтер фон Нордек, ландмейстер (1270 — 1273)
- Уэльс —
  - Гвинед — Лливелин III ап Грифид, принц Гвинеда и Уэльса (1246 — 1282)
  - Дехейбарт — 
    - Рис Вихан ап Рис Мечилл, принц Диневура (1244 — 1271)
    - Маредид ап Рис Григ, принц Дрислуина (1234 — 1271)

  - Поуис Вадог — Мадог ап Грифид, король (1269 — 1277)
  - Поуис Венвинвин — Грифид ап Гвенвинвин, принц (1241 — 1286)
- Феррара — Обиццо II д’Эсте, маркиз (1264 — 1293)
- Франция — 
  - Людовик IX Святой, король (1226 — 1270)
  - Филипп III Смелый, король (1270 — 1285)
  - Ангулем — 
    - Гуго III, граф (1250 — 1270)
    - Гуго IV, граф (1270 — 1303)

  - Арманьяк — Жеро VI, граф (1256 — 1285)
  - Артуа — Роберт II Благородный, граф (1250 — 1302)
  - Блуа — Жан I де Шатильон, граф (1241 — 1279)
  - Бретань — Жан I, герцог (1237 — 1286)
  - Бургундия (герцогство) — Гуго IV, герцог (1218 — 1272)
  - Невер — Иоланда Бургундская, графиня (1262 — 1280)
  - Овернь и Булонь — Роберт V, граф (1265 — 1277)
  - Прованс — Жанна Тулузская, маркиза (1249 — 1271)
  - Тулуза — Жанна, графиня (1249 — 1271)
  - Фландрия — Маргарита II, графиня (1244 — 1278)
  - Фуа — Роже Бернар III, граф (1265 — 1302)
  - Шампань — 
    - Тибо V Молодой, граф (1253 — 1270)
    - Генрих I Толстый, граф (1270 — 1274)
- Швеция — Вальдемар I Биргерссон, король (1250 — 1275)
- Шотландия — Александр III, король (1249 — 1286)
- Эпирское царство — Никифор I Комнин Дука, царь (1266/1268 — 1297)

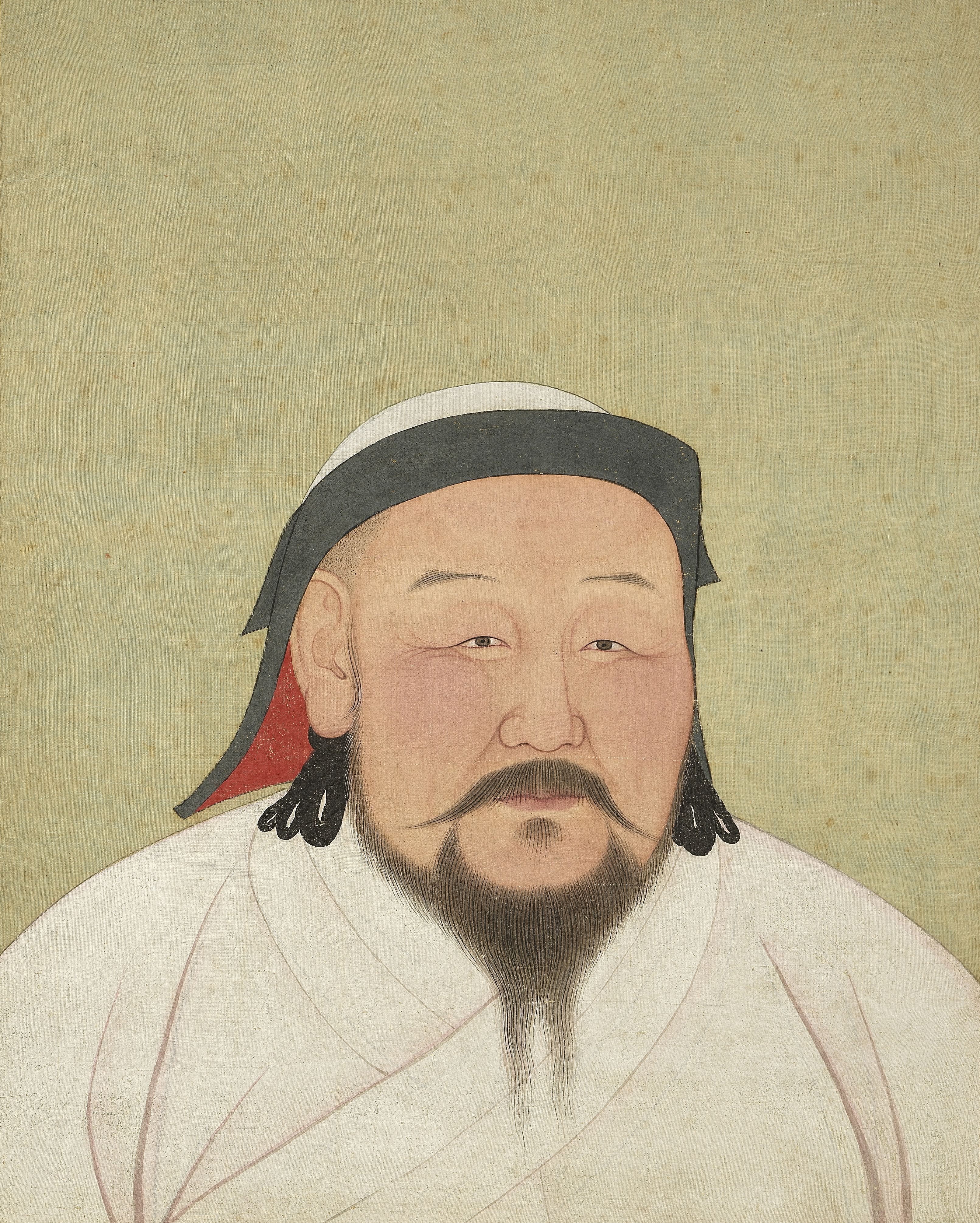
Хубилай 1260-1271 Великий хан Монголии
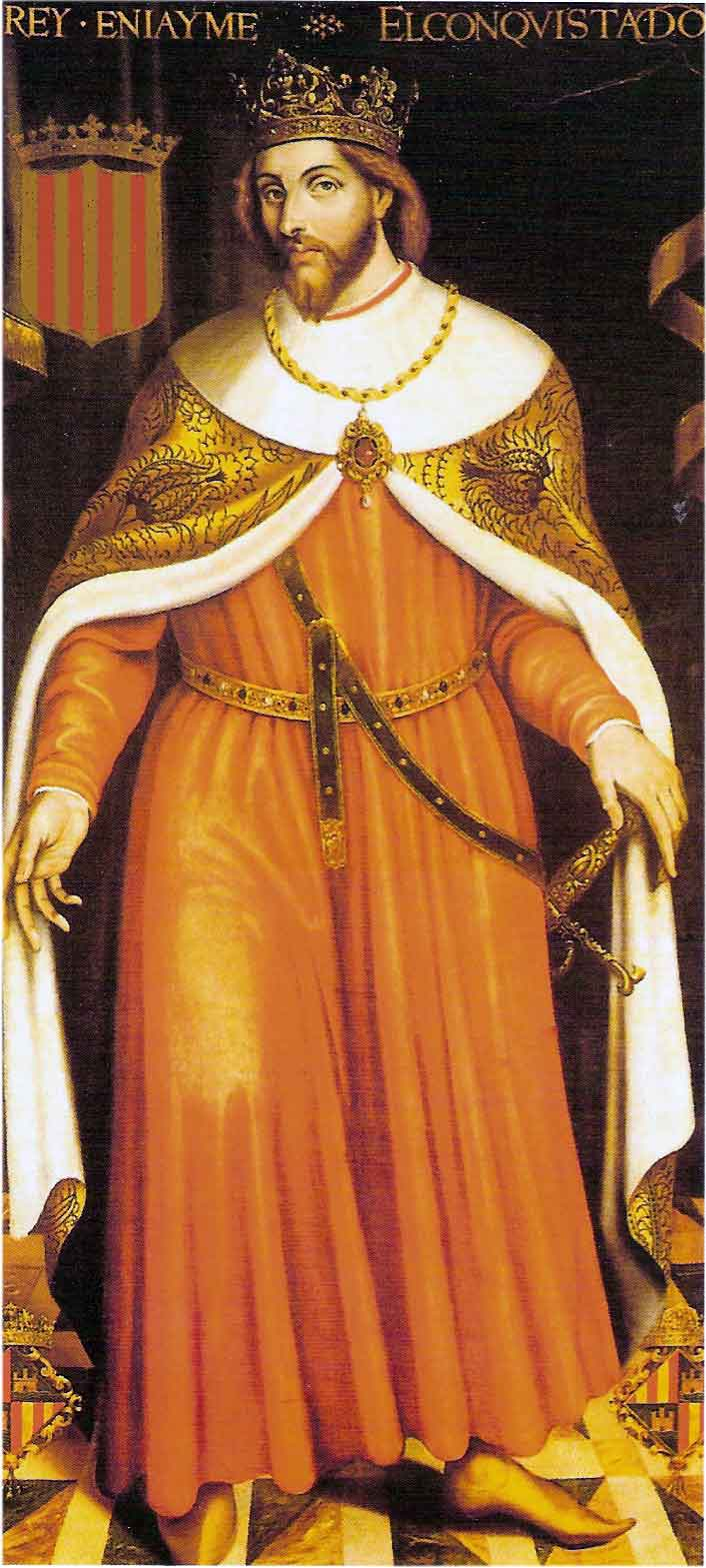
Хайме I Завоеватель 1213-1276 Король Арагона
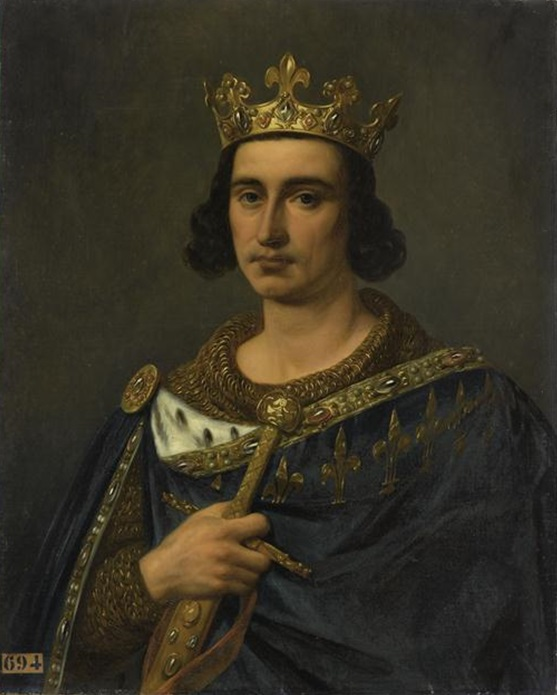
Людовик IX Святой 1226-1270 Король Франции
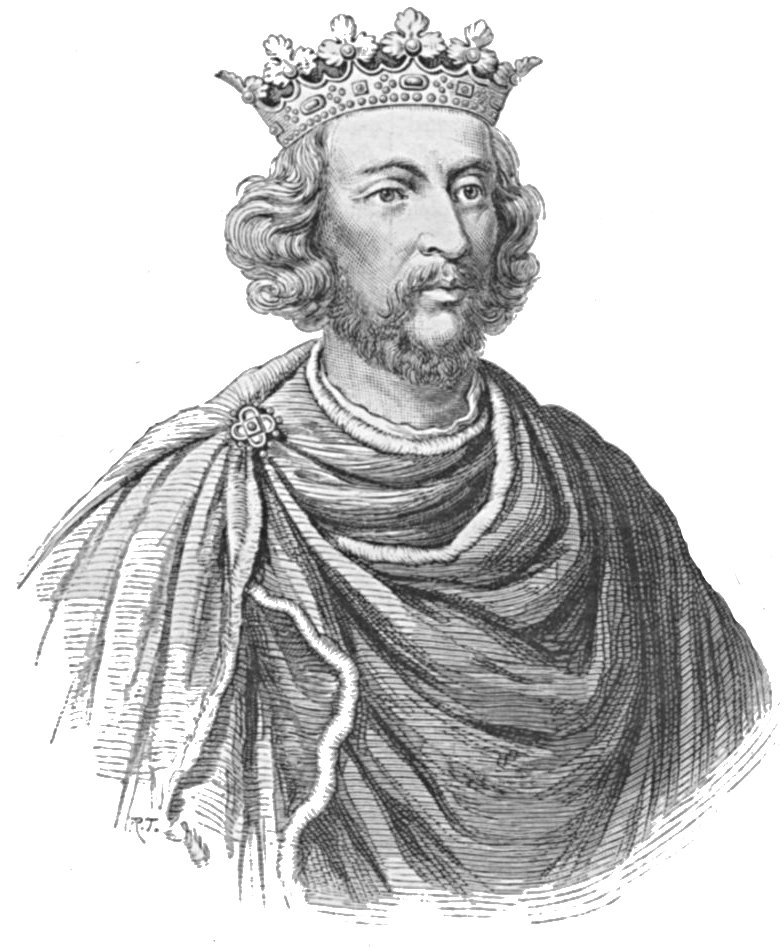
Генрих III 1216-1272 Король Англии
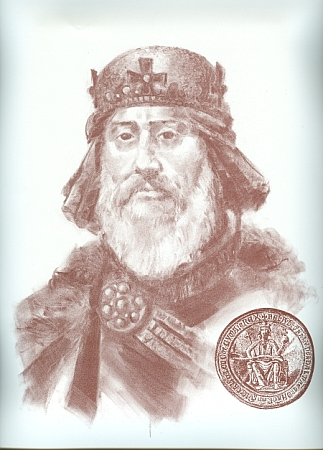
Бела IV 1235-1270 Король Венгрии
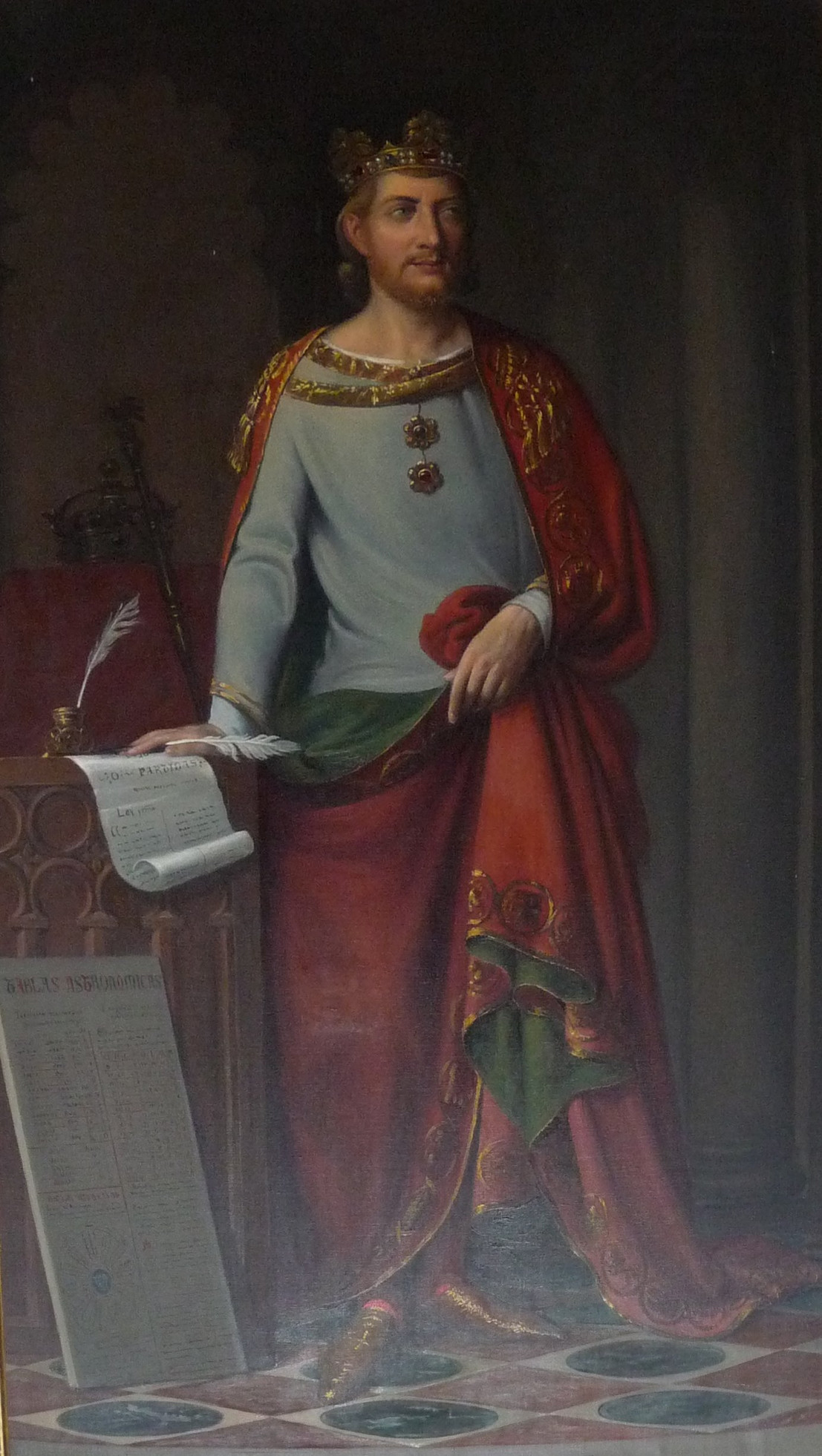
Альфонсо X 1252-1284 Король Кастилии и Леона
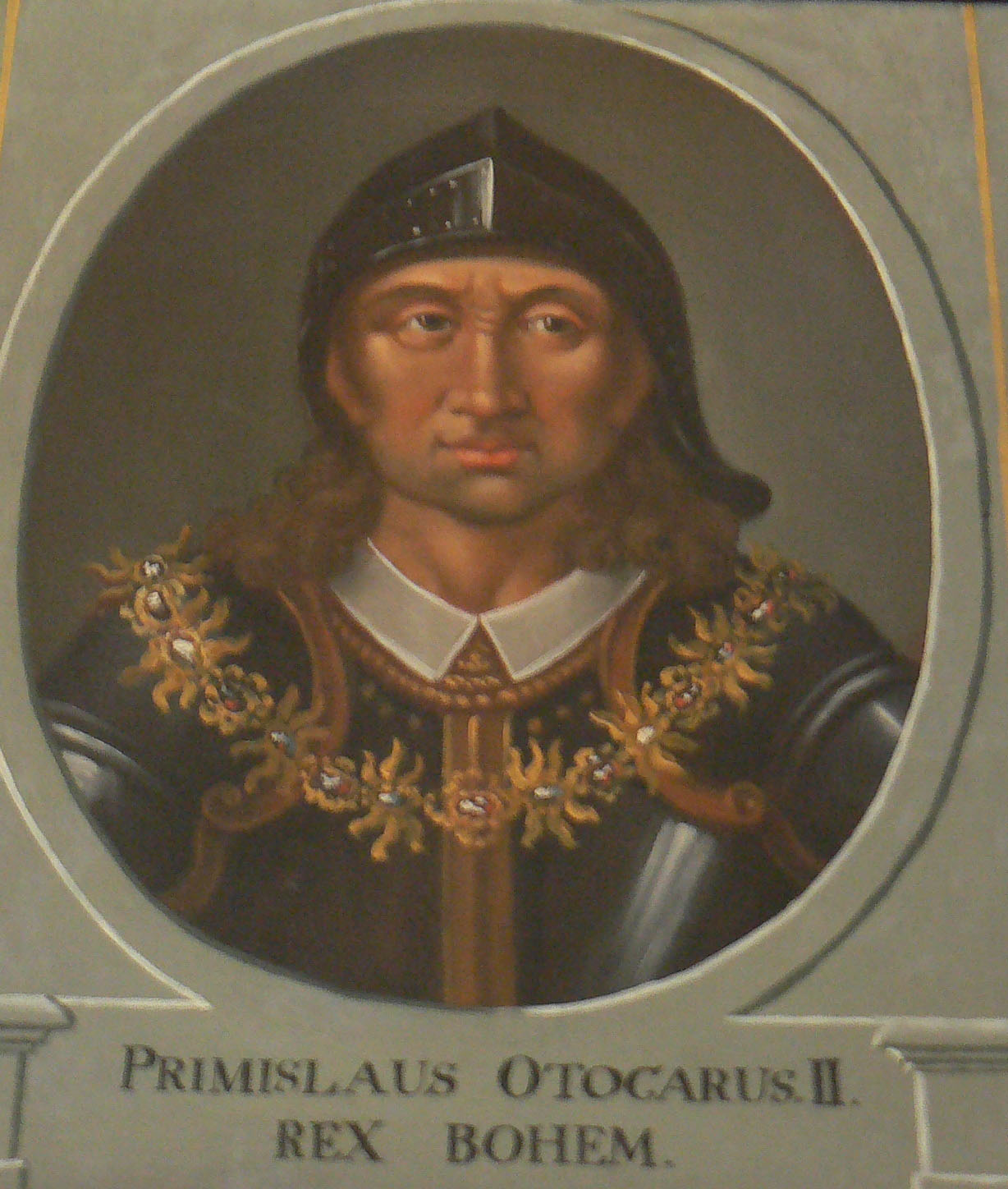
Пржемысл Отакар II 1253-1278 Король Чехии
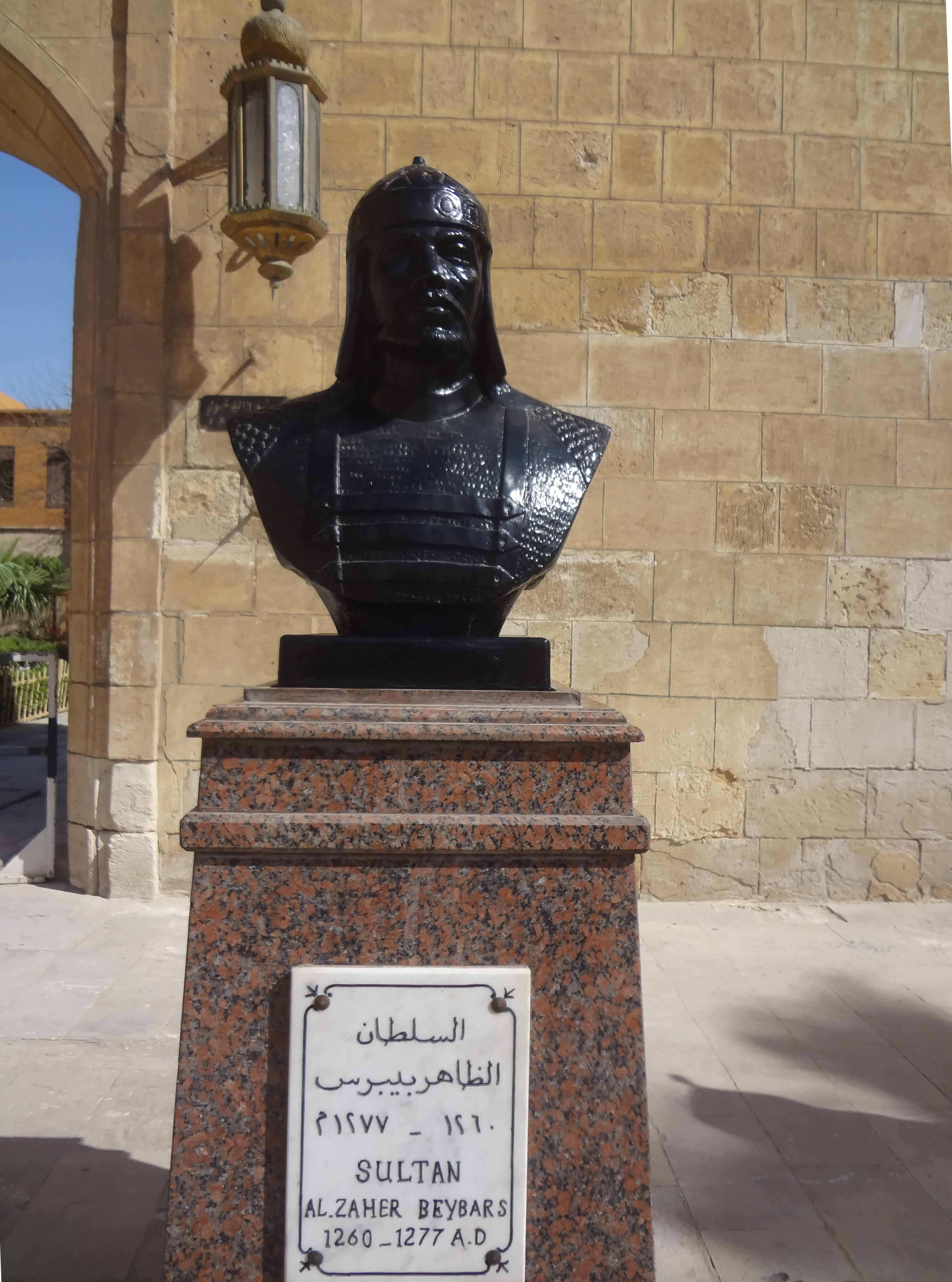
Бейбарс I 1260-1277 Султан Египта
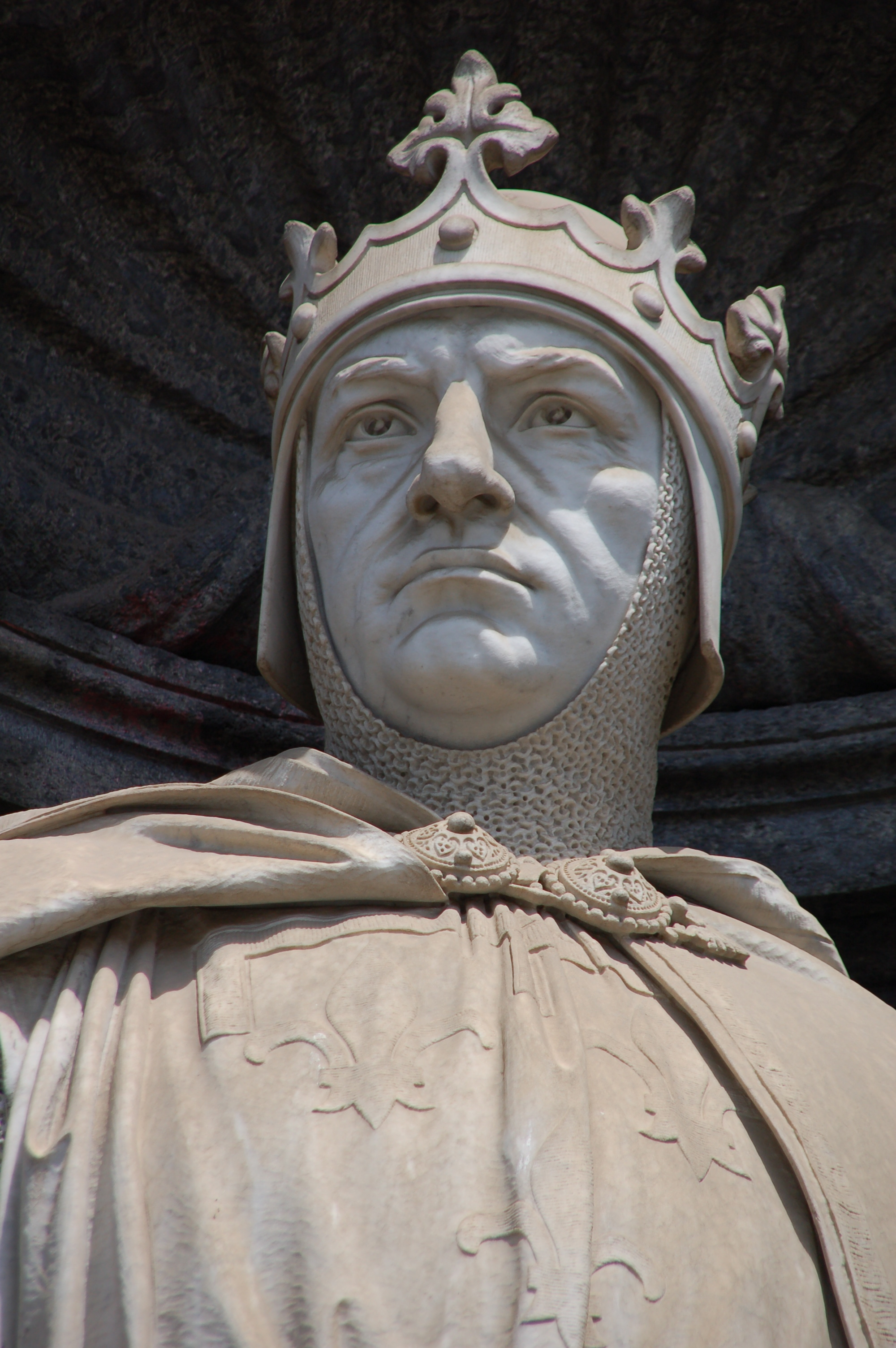
Карл I Анжуйский 1266-1282 Король Сицилии
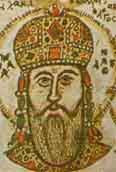
Михаил VIII Палеолог 1261-1282 Император Византии
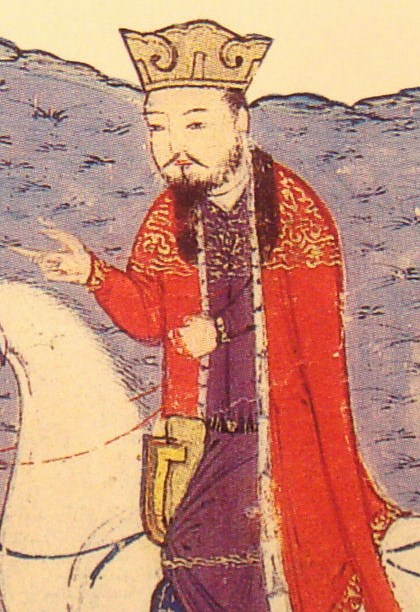
Абака 1265-1282 Ильхан Хулагуидов
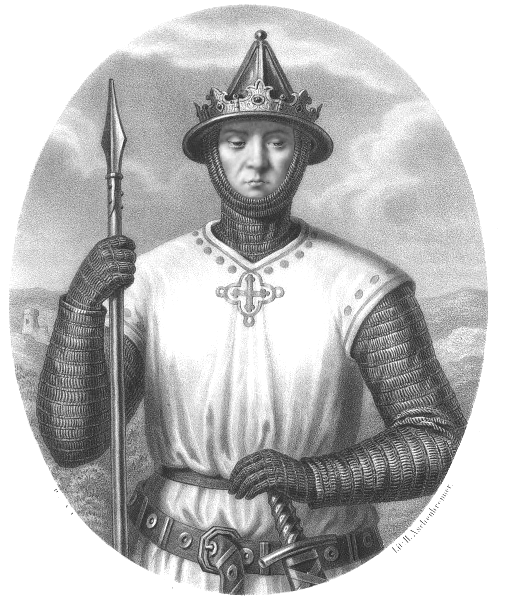
Болеслав V Стыдливый 1243-1279 Князь Краковский
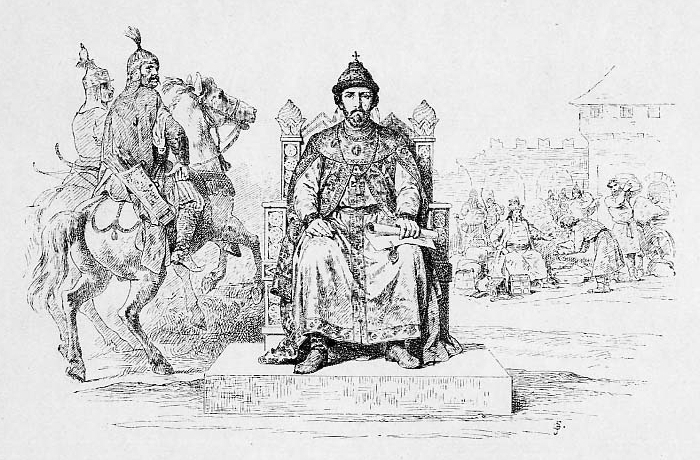
Ярослав Ярославич 1263-1272 Великий князь Владимирский
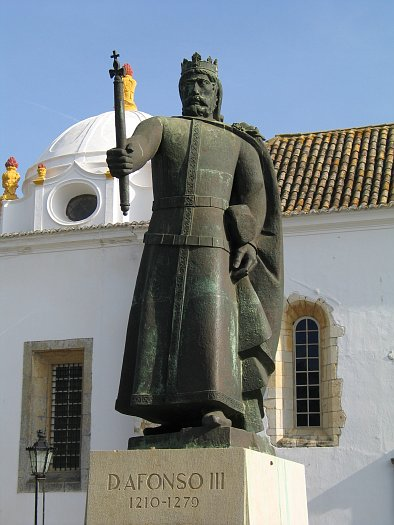
Афонсу III 1247-1279 Король Португалии
Си Индрадитья 1238-1279 Царь Сукхотаи
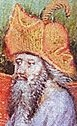
Хетум I 1252-1270 Царь Киликии
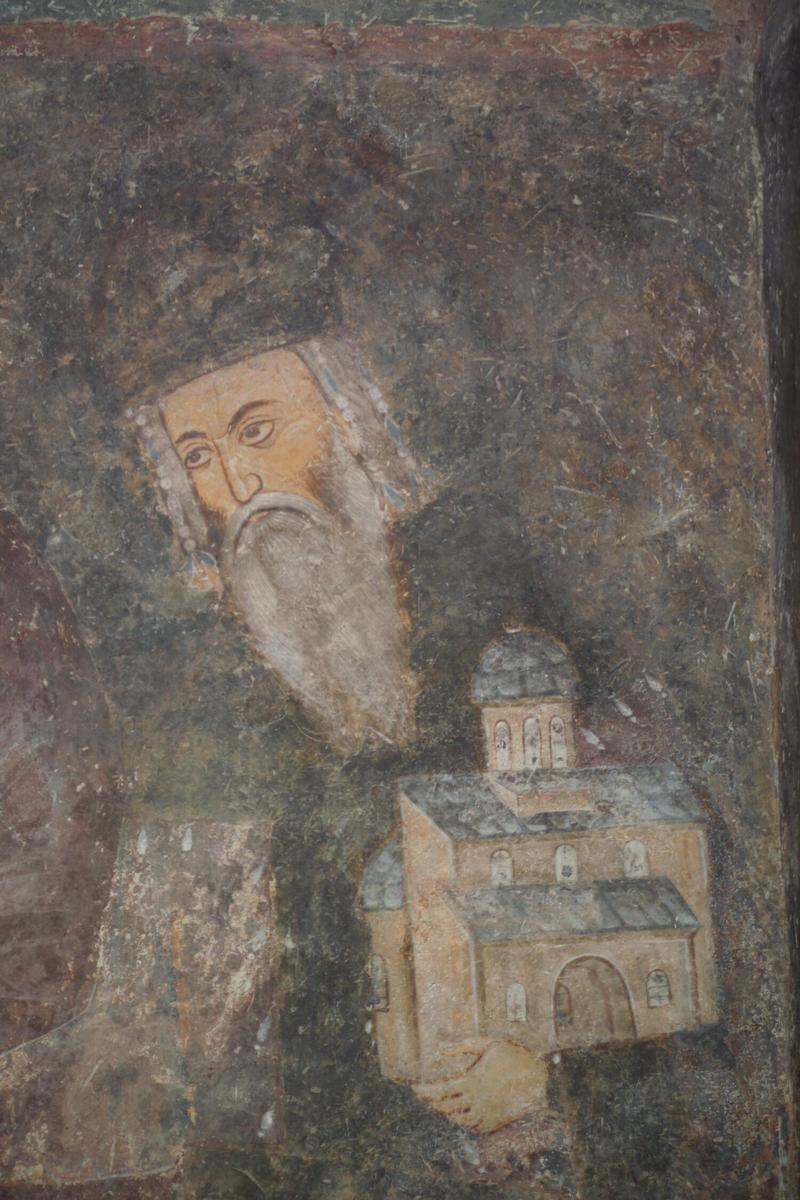
Стефан Урош I 1243-1276 Король Сербии
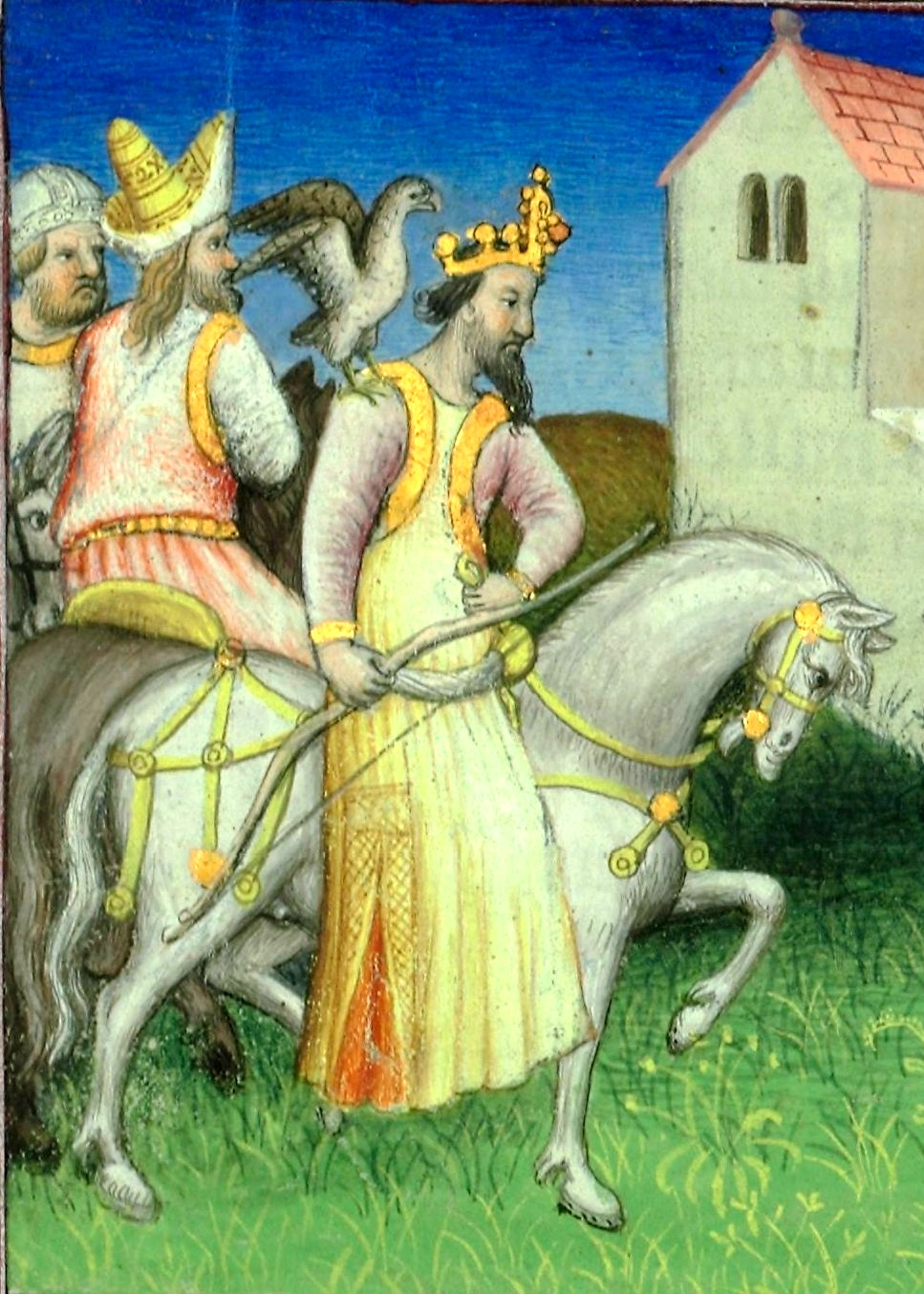
Давид VII 1247-1270 Царь Грузии
Ди-цзун 1264-1274 Император Китая
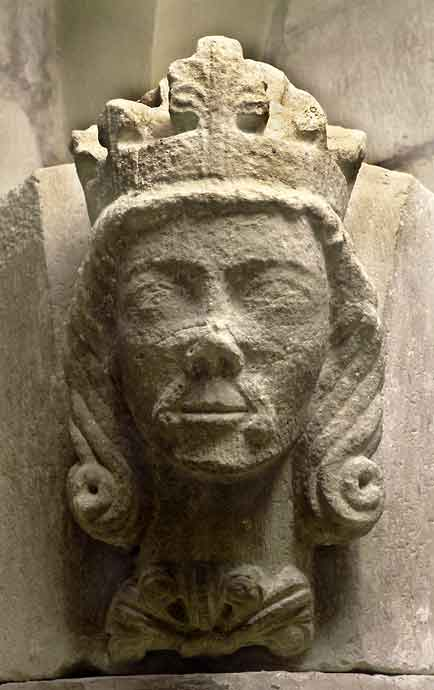
Вальдемар I 1250-1275 Король Швеции
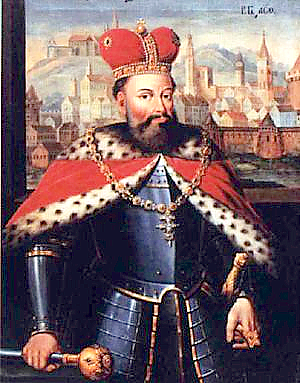
Лев Данилович 1264-1301 Князь Галицкий
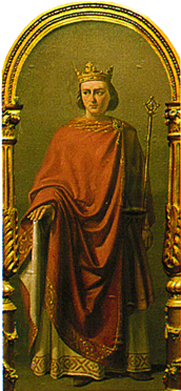
Теобальдо II 1253-1270 Король Наварры
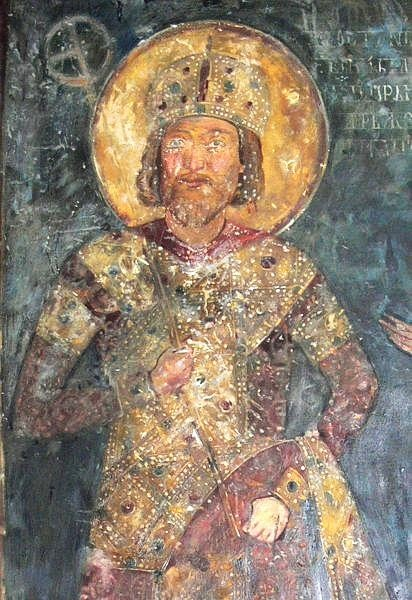
Константин I Тих 1257-1277 Царь Болгарии
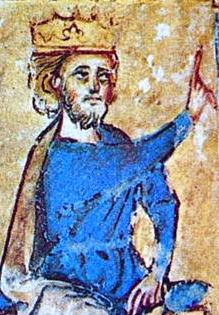
Эрик V 1259-1286 Король Дании
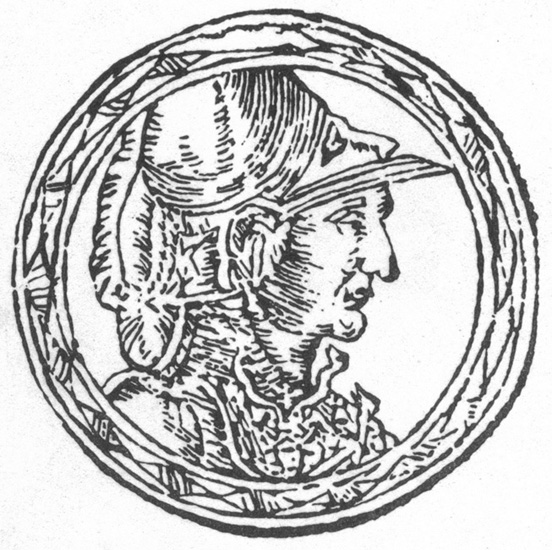
Тройден 1269-1282 Великий князь Литовский
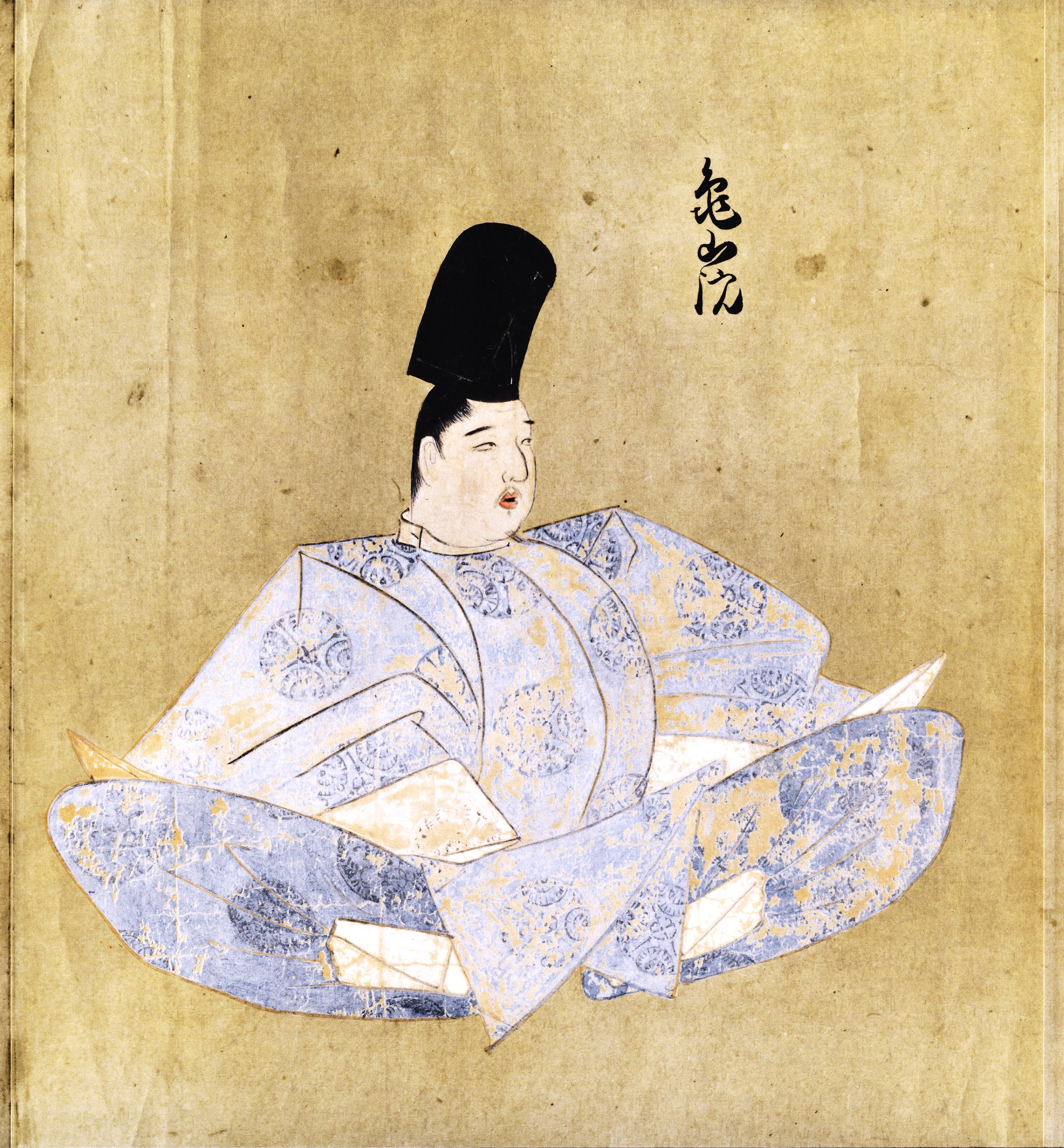
Камэяма 1259-1274 Император Японии
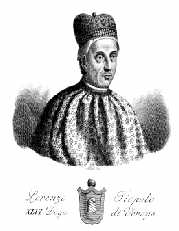
Лоренцо Тьеполо 1268-1275 Дож Венеции